# Liste der Synagogen in Oberschlesien
Die folgende Liste führt die heute noch vorhandenen sowie die zerstörten Synagogen in Oberschlesien auf.

## Genutzte Synagogen
|  | Jüdisches Gemeindehaus in Gliwice (Gleiwitz) Lage: Errichtet: |

## Erhaltene Synagogen
|  | Synagoge in Oberglogau Lage: Errichtet: |

|  | Alte Synagoge in Oppeln Lage: Mühlgraben/Hospitalstraße Errichtet: 1840 Die jüdische Gemeinde verkaufte den Bau, nachdem sie sich ein neues Gotteshaus bauten. Dadurch konnte sie bis heute erhalten bleiben. |

|  | Synagoge in Pszczyna (Pleß) Lage: Errichtet: |

|  | Synagoge in Strzelce Opolskie (Groß Strehlitz) Lage: Errichtet: |

|  | Synagoge in Wielowieś (Langendorf) Lage: Errichtet: |

## Zerstörte Synagogen
|  | Synagoge in Beuthen Lage: Errichtet: |

|  | Synagoge in Cosel Lage: Errichtet: |

|  | Synagoge in Gleiwitz Lage: Errichtet: |

|  | Große Synagoge in Hindenburg Lage: Errichtet: |

|  | Erste Synagoge in Kattowitz Lage: Errichtet: |

|  | Große Synagoge in Kattowitz Lage: Errichtet: |

|  | Synagoge in Kreuzburg Lage: Errichtet: |

|  | Synagoge in Leobschütz Lage: König-Ottokar-Straße Errichtet: 1864–1865 |

|  | Synagoge in Myslowitz Lage: Errichtet: |

|  | Synagoge in Neisse Lage: ul. Miarki Karola Errichtet: 1892 |

|  | Synagoge in Neustadt Lage: Hindenburgstraße (heute ul. Kościuszki) Errichtet: 1877 |

|  | Neue Synagoge in Oppeln Lage: Hafenstraße (heute ul. Piastowska) Errichtet: 1897 Die Neue Synagoge am Schlossteich |

|  | Synagoge in Ratibor Lage: Errichtet: |

|  | Synagoge in Ruda Lage: Errichtet: |

|  | Synagoge in Rybnik Lage: Errichtet: |

|  | Synagoge in Tarnowitz (Tarnowskie Góry) Lage: Errichtet: |

|  | Synagoge in Zülz Lage: Errichtet: 1774 |